# Lepidosaphes alnicola
Lepidosaphes alnicola är en insektsart som först beskrevs av Borchsenius 1978.  Lepidosaphes alnicola ingår i släktet Lepidosaphes och familjen pansarsköldlöss. Inga underarter finns listade i Catalogue of Life.